# Stadio Tullo Morgagni
Lo stadio Tullo Morgagni è il principale stadio calcistico della città di Forlì, costruito nel 1923 ed inaugurato due anni dopo nel maggio del 1925. È intitolato all'indimenticato giornalista e sportivo italiano nativo della città forlivese.
Esso attualmente ospita le partite casalinghe della squadra del Forlì ed è una struttura polifunzionale che ospita sia gare di ciclismo su pista, avendo un velodromo annesso intitolato a Glauco Servadei, ciclista anch'esso nativo di Forlì, che gare di pattinaggio artistico poiché all'interno della struttura vi è anche un pattinodromo.
Ha inoltre ospitato le partite di UEFA Europa League 2018-2019 delle squadre sammarinesi Folgore, La Fiorita e Tre Fiori.

## Storia
La struttura ha ospitato le partite del Campionato europeo femminile Under 19 di calcio 2011.
Dalla stagione 2017-2018 lo stadio romagnolo viene affittato momentaneamente dal Modena per le partite in casa dopo aver subito lo sfratto dell'Alberto Braglia da parte del comune della città emiliana per non aver pagato l'affitto dell'impianto cittadino e per la difficile situazione che sta vivendo la società gialloblù presieduta da Antonio Caliendo.
Il 28 giugno, il 5 luglio, il 19 luglio e il 2 agosto 2018 la struttura ha ospitato quattro partite casalinghe dei turni preliminari di UEFA Europa League 2018-2019 delle squadre sammarinesi Tre Fiori, Folgore e La Fiorita a causa dell'indisponibilità del San Marino Stadium per i lavori di rifacimento del campo erboso in vista del campionato europeo di calcio Under-21 2019. Il Tre Fiori vinse la partita 3-0 con il Bala Town e passò al turno successivo (al ritorno perse 0-1). 

## Altri usi

### Football americano
Nel 2009 vi si sono disputate due finali:
- l'Italian Bowl, finale del secondo livello del campionato italiano di football americano; l'incontro è stato vinto dai Barbari Roma Nord sugli Sharks Palermo col risultato di 32-6.
- l'Arena Bowl, finale del terzo livello del campionato italiano di football americano; l'incontro è stato vinto dai Grizzlies Roma sui Giganti Bolzano col risultato di 24-0.

## Struttura
La sua capienza è di 3.385 posti, disposti su due lati. La Tribuna, coperta, che è a sua volta suddivisa in una tribuna centrale e due laterali. La Gradinata, scoperta, è divisa in due settori: casalinghi e settore ospiti.

## Critiche
Da moltissimi anni tifosi più o meno attaccati, chiedono alle varie amministrazioni comunali che si succedono di intervenire per concedere ad una città di tale importanza un impianto adeguato dove potere seguire il Forlì Football Club, malgrado il basso livello dei campionati in cui ha sempre militato dalla sua creazione fino ad oggi; tuttavia le amministrazioni comunali non sono mai intervenute se non con lavori di ammodernamento dell'impianto, permettendogli finalmente nell'estate del 2016 di dotare la Tribuna coperta almeno con seggiolini numerati.